# Tízoc
Tīzoc Chālchiuhtlatona (náuatle/nauatle :  aːʃaːˈjakat͡ɬ  ; português:  O Sangrado , 1436 – 1486), também conhecido como Tizocic 
 (náuatle/nauatle : tiˈsosik ) ou Tizocicatzin (náuatle/nauatle : tisosiˈkat͡sin ), foi o sétimo tlatoani de Tenochtitlan, reinou de  1481 a 1486

## Vida
Tizoc foi segundo filho de Tezozomoc (filho de Itzcóatl) e de Atotoztli II (filha de Moctezuma Ilhuicamina), sucessor de seu irmão Axayácatl, era especialmente dedicado a construção e teve um escasso êxito na expansão militar, seu reinado relativamente curto (1481-1486)  .
Sua primeira campanha, o ataque à cidade de Meztitlan, foi uma derrota, apesar das catorze campanhas militares lançadas, não conseguiu aumentar os domínios da Tríplice Aliança Asteca. Teve que dedicar todo tempo para gerenciar as áreas conquistadas, que para conquistar novas cidades. Como por exemplo enfrentar a revolta de Tollocan.
Além disso, Tizoc precisava garantir as conquistas de Veracruz e Oaxaca. Ordenou a construção de um monólito conhecido como A Pedra de Tizoc que rememorava as conquistas de Tamapachco  e Miquitlan em território huasteca, Atezcahuacan em Puebla, ou Otlappan em Guerrero. No entanto, alguns historiadores atribuem muitas destas conquistas a seus antecessores . 
Tizoc ordenou a reconstrução do Templo Mayor de Tenochtitlan  tarefa concluída por Ahuitzotl em 1487, além disso desenvolveu o primeiro sistema de correio da Aliança.
Tizoc foi o primeiro a tentar colocar o estilo de vida asteca e os avanços da civilização aos povos subjugados, mas em poucos anos, vendo devido aos custos do projeto, ficou inviável, pois teria que aumentar mais os tributos aumentando o clima de revolta.
Tizoc morreu em 1486, embora ainda esteja pouco claro a forma como ocorreu. Algumas fontes sugerem que foi envenenado, conspiração de membros de sua própria corte e de Techotlalatzin e Maxtla, senhores Iztapalapa e Chalco respectivamente. Outros afirmam que ele caiu vitima de uma doença    .
Após sua morte, o Conselho se reuniu imediatamente para eleger seu irmão mais novo Ahuizotl (1486-1502) .
| Precedido por Axayácatl | 7º Tlatoani de Tenochtitlan 1481 - 1486 | Sucedido por Ahuitzotl |
| Precedido por Axayácatl | 4º Huey Tlatoani 1481 - 1486            | Sucedido por Ahuitzotl |
| Precedido por Axayácatl | 5º Tlacochcalcatl 1469 – 1481           | Sucedido por Ahuitzotl |